# 岭南凤尾蕨
岭南凤尾蕨（学名：Pteris maclurioides）为凤尾蕨科凤尾蕨属下的一个种。

## 扩展阅读
- 維基物種上的相關：岭南凤尾蕨